# Sulejman Starova
Sulejman Starova (Tirana, 12 dicembre 1955) è un allenatore di calcio, dirigente sportivo ed ex calciatore albanese, di ruolo difensore, tecnico del Laçi.

## Carriera

### Club
È cresciuto nelle giovanili ed ha giocato nel Partizani Tirana.

## Palmarès

### Giocatore

#### Club

##### Competizioni nazionali
- Campionato albanese: 1

Partizan Tirana: 1980-1981
- Coppa d'Albania: 1

Partizan Tirana: 1979-1980

### Allenatore

#### Club

##### Competizioni nazionali
- Campionato albanese: 2

Tirana: 2004-2005, 2006-2007
- Supercoppa d'Albania: 3

Tirana: 2006, 2007, 2009